# Tiétar
Il Tiétar è un fiume della Spagna che nasce nell'estremo orientale della Sierra de Gredos, presso il luogo chiamato La Venta del Cojo, nel territorio del comune di Rozas de Puerto Real (Madrid), anche se le sue acque entrano rapidamente nel territorio di Santa María del Tiétar (Ávila). Sfocia nel Tago presso Villarreal de San Carlos, nel Parco nazionale di Monfragüe. Il Tiétar scorre nelle provincie di Madrid, Ávila, Toledo e Cáceres. Viene alimentato da molti affluenti che scendono dalla Sierra de Gredos. In provincia di Cáceres forma la valle chiamata la Vera, comarca importante nel settore primario. La confluenza con il Tago ha una larghezza variabile, a seconda del livello dei laghi artificiali su quest'ultimo fiume. Presso la confluenza, il Tiétar taglia una piccola catena prima di arrivare al tago, dividendola nelle sierras de Santa Catalina e de la Urraca, situazione favorevole che fu sfruttata per la costruzione dello sbarramento lì presente.

## Corso
Il Tiétar nasce in località La Venta del Cojo, nel territorio del comune di Rozas de Puerto Real, da cui varie sorgenti, gole e ruscelli alimentano il suo corso fino a raggiungere il Parco nazionale di Monfragüe.
Scorre nel territorio dei comuni di Rozas de Puerto Real (Madrid), Santa María del Tiétar, Sotillo de la Adrada, La Adrada, Piedralaves, Casavieja, Mijares, Gavilanes, Pedro Bernardo, Lanzahíta, Arenas de San Pedro, Santa Cruz del Valle, Mombeltrán e Candeleda, (Ávila), La Iglesuela, Sartajada, Navamorcuende, Buenaventura, Parrillas, Navalcán, Oropesa, Lagartera e Calzada de Oropesa (Toledo), Madrigal de la Vera, Villanueva de la Vera, Talayuela, Valverde de la Vera, Losar de la Vera, Jarandilla de la Vera, Cuacos de Yuste, Collado, Casatejada, Jaraíz de la Vera, Majadas, Pasarón de la Vera, Tejeda de Tiétar, Toril, Malpartida de Plasencia e Torrejón el Rubio (Cáceres).
Confluisce nel fiume Tago nel Parco nazionale di Monfragüe dopo quasi 150 km.
I principali affluenti sono il Guadyerbas ed altri corsi minori che nascono nella sierra de Gredos del Sistema Centrale e nella sierra de San Vicente. Il regime idrologico è pluvio-nivale, con un massimo in inverno (piogge) e in primavera (per la fusione delle nevi), e con un netto minimo in estate.

## Bacini e dighe
- Lago del Rosarito. Con un'altezza di 252 metri ed una capacità di 82 hm³ è il lago più grande formato sul fiume Tíetar. Si trova sul confine tra le provincie di Ávila e Toledo.

- Lago Torrejón-Tiétar. Situato nel comune di Torrejón el Rubio (Cáceres), risale al 1966 ed ha una superficie di 1041 ha.

## Principali affluenti del Tíetar
- Garganta Majalobos-Sotillo de la Adrada
- Arroyo del Juncal-Higuera de las Dueñas
- Garganta de Santa María-La Adrada
- Garganta de los hornillos-La Adrada
- Garganta de Nuñocojo-Piedralaves
- Garganta de Butraguillo- Piedralaves
- Garganta de Cereceda-Casavieja
- Arroyo de Pozas-Casavieja
- Arroyo Rojuelo. -Casavieja
- Arroyo Hondo-Casavieja
- Garganta de La Robledosa-Casavieja
- Garganta de Las Torres-Mijares
- Garganta del Chorro-Gavilanes
- Garganta de Eliza-Pedro Bernardo e Lanzahíta
- Río Ramacastañas-Barranco de las cinco villas e Arenas de San Pedro
- Arroyo de Avellaneda-Arenas de San Pedro
- Río del Arenal-El Arenal
- Arroyo de Guisandillo-Guisando
- Río Arbilla-Poyales del Hoyo
- Garganta de Santa María-Candeleda
- Garganta de Chilla-Candeleda
- Garganta de Alardos-Madrigal de la Vera
- Garganta de Minchones- Villanueva de la Vera
- Garganta de Gualtaminos-Villanueva de la Vera
- Garganta del Obispo-Barrado
- Garganta de Cuartos-Robledillo de la Vera
- Garganta de jaranda-Jarandilla de la Vera
- Arroyo de Platero-Garganta la Olla
- Arroyo de Cañadillas-Toril
- Arroyo del Palancosa-Talayuela
- Arroyo de Quebrada-Casatejada
- Garganta de Torinas--Almendral de la Cañada
- Río Guadyerbas-Sotillo de las Palomas